# Векторски простор
Векторски простор је математичка структура коју чини скуп вектора — објеката које је могуће међусобно сабирати и множити члановима одређеног поља који се у овом контексту називају скаларима. Операције сабирања вектора и множења скаларом морају задовољавати одређена својства, односно аксиоме векторског простора (в. Дефиниција). Векторски простори се проучавају у оквиру линеарне алгебре.
Једноставан, интуитивно познат пример векторског простора су геометријски вектори којима се могу представити физичке величине које, поред интензитета, имају усмереност као што су силе у класичној механици: две силе које делују на исто тело се могу сабрати, чиме се добија резултујућа сила, а такође силе се могу множити реалним бројевима чиме се добија нова векторска величина (нова сила или нека друга величина, рецимо убрзање). Ипак, битно је схватити да су вектори у контексту теорије векторских простора далеко општији математички објекти од поменутих геометријских вектора. У контексту векторских простора, дефиниција вектора је једноставно — члан векторског простора. У том смислу, може се говорити о векторским просторима полинома (где су полиноми одговарајућег степена вектори), функција и сл. Основна структура векторског простора може се проширити увођењем додатних својстава, као што је нпр. скаларни производ, чиме се омогућава увођење везе између алгебре и геометрије.
Историјски гледано, идеје које су довеле до теорије векторских простора могу се срести у проучавању аналитичке геометрије, матрица, система линеарних једначина и геометријских вектора. Модерну, апстрактну дефиницију векторског простора дао је Ђузепе Пеано крајем 19. века.
Векторски простори данас налазе широку примену у математици, науци и техници. У математичкој физици, на пример, су једна од централних тема због свог суштинског значаја у квантној механици; такође, представљају основ за Фуријеов развој који се, између осталог, користи у техникама за компресију слика; и тако даље.

## Дефиниција
Нека су дати скуп V са једном бинарном операцијом у односу на коју има структуру Абелове групе (V, +) чије елементе зовемо векторима, а неутрални елемент означавамо са o и називамо нултим вектором, и скуп 𝔽 који има структуру поља (𝔽, +, •) чије елементе називамо скаларима, а неутралне елементе у односу на две операције означавамо са 0 и 1. Нека је даље дефинисано пресликавање, које називамо множење вектора скаларом, 𝔽 ×  → , које сваком вектору x ∈  придружује вектор α' ∈  тако да важе аксиоми:
1. {\displaystyle \alpha (\beta x)=(\alpha \beta )x,\quad \forall \alpha ,\beta \in \mathbb {F} ,\;\forall x\in V} (закон асоцијације);
2. {\displaystyle \alpha (x+y)=\alpha x+\alpha y,\quad \forall \alpha \in \mathbb {F} ,\;\forall x,y\in V} (закон дистрибуције за сабирање вектора);
3. {\displaystyle (\alpha +\beta )x=\alpha x+\beta x,\quad \forall \alpha ,\beta \in \mathbb {F} ,\;\forall x\in V} (закон дистрибуције за сабирање скалара);
4. {\displaystyle 1x=x,\quad \forall x\in V,\;1\in \mathbb {F} }.

V се зове векторски простор над пољем 𝔽 и означава се са V(𝔽).
Дакле, векторски простор V(𝔽) је алгебарска структура са једном „унутрашњом“ бинарном, комутативном операцијом „+“ (што изражава услов да је V Абелова група) и једном „спољном“ операцијом (множење вектора скаларом из поља 𝔽). Пошто су чланови скупа V, условно речено, произвољни објекти, као што је и 𝔽 произвољно поље, битно је уочити да операција у групи (V, +) у општем случају не мора бити „стандардно“ сабирање како је дефинисано рецимо на скупу реалних бројева или геометријских вектора, као што ни множење вектора скаларом не мора бити стандардно дефинисана операција множења геометријског вектора бројем — то могу бити било које операције које задовољавају наведене услове.
Када је 𝔽 = ℝ (скуп реалних бројева), уобичајено је да се V(ℝ) назива реалним векторским простором, а када је 𝔽 = ℂ (скуп комплексних бројева), тј. V(ℂ), комплексним векторским простором.
Из дефиниције векторског простора директно следи неколико једноставних последица које олакшавају рачунања са векторима. Нека је дат простор V(𝔽) — тада важи
{\displaystyle \forall \xi ,\eta \in \mathbb {F} ,\;\forall x,y\in V,\;o\in V,\;0\in \mathbb {F} :}
1. {\displaystyle 0x=o,\,}
2. {\displaystyle \xi o=o,\,}
3. {\displaystyle \xi \neq 0\,\land \,x\neq o\Rightarrow \xi x\neq o,}
4. {\displaystyle (-1)x=-x,\,}
5. {\displaystyle (-\xi )x=-(\xi x)=\xi (-x),\,}
6. {\displaystyle \xi (x-y)=\xi x-\xi y,\,}
7. {\displaystyle (\xi -\eta )x=\xi x-\eta x.\,}

Наравно, и у векторском простору важе све последице аксиома групе, као што су јединственост неутралног и инверзног елемента.

### Примери

#### Поље реалних бројева
Скуп реалних бројева над пољем реалних бројева је векторски простор над пољем реалних бројева ℝ(ℝ). Очигледно је да у овом случају векторски простор представља само поље реалних бројева, тј. ℝ(ℝ) = ℝ, што би геометријски могло да се изрази тврдњом да реална права представља векторски простор над пољем реалних бројева.

#### Простор бројних колона
Простор бројних колона (или аритметички простор) ℝ(ℝ) је реални векторски простор ако су сабирање вектора и множење вектора скаларом дефинисани на следећи начин:
{\displaystyle x+y=\left({\begin{array}{c}\xi _{1}\\\xi _{2}\\\vdots \\\xi _{n}\end{array}}\right)+\left({\begin{array}{c}\eta _{1}\\\eta _{2}\\\vdots \\\eta _{n}\end{array}}\right)=\left({\begin{array}{c}\xi _{1}+\eta _{1}\\\xi _{2}+\eta _{2}\\\vdots \\\xi _{n}+\eta _{n}\end{array}}\right),\quad \forall x,y\in \mathbb {R} ^{n},\;\forall \xi ,\eta \in \mathbb {R} ,\;\forall n\in \mathbb {N} ;}
{\displaystyle \alpha x=\left({\begin{array}{c}\alpha \xi _{1}\\\alpha \xi _{2}\\\vdots \\\alpha \xi _{n}\end{array}}\right),\quad \forall x\in \mathbb {R} ^{n},\;\forall \alpha \in \mathbb {R} ,\;\forall \xi \in \mathbb {R} ,\;\forall n\in \mathbb {N} .}
Очигледно је да се у случају ℝ1 овај пример своди на претходни. Потпуно аналогно важи и за простор ℂ.
Међутим, ако би множење вектора скаларом у истом простору било дефинисано, рецимо, као
{\displaystyle \alpha \left({\begin{array}{c}\xi _{1}\\\xi _{2}\\\vdots \\\xi _{n}\end{array}}\right){\overset {\text{def}}{=}}\left({\begin{array}{c}\alpha \xi _{1}\\\xi _{2}\\\vdots \\\xi _{n}\end{array}}\right),}
дати простор не би био векторски јер 
{\displaystyle (\alpha +\beta )\left({\begin{array}{c}\xi _{1}\\\xi _{2}\\\vdots \\\xi _{n}\end{array}}\right)=\left({\begin{array}{c}(\alpha +\beta )\xi _{1}\\\xi _{2}\\\vdots \\\xi _{n}\end{array}}\right)=\left({\begin{array}{c}\alpha \xi _{1}+\beta \xi _{1}\\\xi _{2}\\\vdots \\\xi _{n}\end{array}}\right)=\left({\begin{array}{c}\alpha \xi _{1}\\0\\\vdots \\0\end{array}}\right)+\left({\begin{array}{c}\beta \xi _{1}\\\xi _{2}\\\vdots \\\xi _{n}\end{array}}\right),}
што не задовољава аксиому 3 (дистрибутивност за сабирање скалара).

#### Простор функција
Ако је  скуп свих функција дефинисаних на произвољном непразном скупу X са вредностима у пољу 𝔽 и ако су дефинисани сабирање функција
{\displaystyle (f+g)(x)=f(x)+g(x),\quad \forall f,g\in X^{\mathbb {F} },\;\forall x\in X,}
и множење функција скаларом
{\displaystyle (\alpha f)(x)=\alpha f(x),\quad \forall \alpha \in \mathbb {F} ,\;\forall f\in X^{\mathbb {F} },\;\forall x\in X,}
 је векторски простор функција над пољем 𝔽.

#### Фазни простор честице
У класичној механици стање честице је одређено векторима положаја r = (x, y, z) и импулса p =, у физичком простору, односно вектором у такозваном фазном простору. Битна карактеристика фазног простора класичне честице је та да он у општем случају није векторски простор: збир два вектора стања честице не мора бити, и често није, неко ново могуће стање честице. У квантној механици, пак, простор стања је увек векторски простор (Хилбертов простор) — суперпозиција два стања система је увек могуће ново стање система.

## Базис и димензија
Како обе операције дефинисане на векторском простору дају нови вектор датог простора, сваки подскуп датог простора генерише један шири скуп који је и даље подскуп почетног простора. У посебним случајевима подскуп може да генерише читав простор, па се проучавање простора може свести на проучавање подскупа. Један такав подскуп простора се назива базис (или база) простора.

### Линеарна комбинација вектора
За дефинисање базиса неопходно је увести појмове линеарне комбинације и линеарне независности вектора.
Ако је  подскуп векторског простора V(𝔽), линеарна комбинација вектора из X је сваки вектор облика
{\displaystyle y=\sum _{i=1}^{n}\alpha _{i}x_{i},\;\alpha _{i}\in \mathbb {F} ,}
где се елементи  зову коефицијенти комбинације. Скуп свих линеарних комбинација вектора из X зове се линеал (или линеарни омотач) над X и обележава се са L(X). Скуп X може бити и бесконачан — битно је само да линеарне комбинације буду коначне.
X је образујући скуп ако је  = (𝔽), дакле ако се сваки вектор простора може представити линеарном комбинацијом вектора из подскупа X.
Скуп X је линеарно независан ако за све линеарне комбинације из L(X) важи
{\displaystyle \sum _{i=1}^{n}\alpha _{i}x_{i}=o\Rightarrow \alpha _{i}=0,\;\forall i.}
У противном, тј. ако постоји линеарна комбинација из L(X) која је једнака нултом вектору а да је притом бар један коефицијент различит од 0, X је линеарно зависан скуп.
Неке од битних последица изнете дефиниције су:
1. Празан скуп вектора је линеарно независан.
2. Ако скуп вектора садржи нулти вектор, онда је дати скуп линеарно зависан.
3. Ако су два ненулта вектора линеарно зависни, онда су колинеарни.
4. Подскуп линеарно независног скупа је и сам линеарно независан.

Посебно се издваја следећа последица:
- Скуп  ненултих вектора је линеарно зависан ако и само ако садржи бар један вектор који се може изразити као линеарна комбинација осталих вектора из датог скупа;
- Скуп вектора X је линеарно независан ако и само ако је репрезентација сваког вектора из линеала над датим скупом у облику линеарне комбинације јединствена.

#### Примери
Два ненулта неколинеарна вектора у равни су линеарно независни и генеришу дату раван. Међутим, три вектора у равни су линеарно зависни, а генеришу раван уколико нису сви колинеарни. Из овог примера се види независност особине генеративности и линеарне независности.
У простору полинома , скуп вектора {\displaystyle \{x_{0}(t)=1,x_{1}(t)=t,x_{2}(t)=t^{2},\ldots ,x_{n-1}(t)=t^{n-1}\}} је линеарно независан јер из идентитета {\displaystyle \textstyle \sum _{i=0}^{n-1}\alpha _{i}x_{i}=0} следи  = 0 за свако i. При томе су сви полиноми степена мањег од n линеарна комбинација ових вектора па је дати скуп образујући за простор .

### База
Из примера са линеарно независним векторима у равни може се наслутити да максималан број линеарно независних вектора у простору одговара ономе што се у геометрији назива димензијом. Појам базиса омогућава да се геометријски концепт димензионалности уопшти у теорији векторских простора.
Базис векторског простора V је сваки његов линеарно независан и образујући подскуп. У сваком векторском простору постоји континуум (непребројиво бесконачно много) базиса, осим у случају простора који садржи само нулти вектор, али сваки од њих има исти број елемената. О томе говори следећа теорема:
Кардиналност једног базиса векторског простора V је једнака кардиналности било ког другог базиса простора .
Значај базиса као образујућег и линеарно независног скупа, па самим тиме и најмањег образујућег скупа, је у томе што се сви остали вектори у датом простору могу представити као линеарне комбинације базисних вектора. То, као што је речено, омогућава да се проучавање простора сведе на проучавање базиса.
Нека је дат базис  у векторском простору V(𝔽) и нека је дат вектор x &isin; V(𝔽) који је линеарна комбинација базисних вектора:
{\displaystyle x=\sum _{i=1}^{n}\xi _{i}v_{i}.}
Скалари ξi називају се координатама вектора x у базису B. Сваки вектор у датом простору, дакле може имати различите координате у зависности од избора базиса, међутим — сваки вектор има јединствене координате у датом базису.
Битна особина претходне дефиниције је да је базис задат као уређени скуп вектора, а не као обичан скуп, јер различит распоред базисних вектора даје и различит распоред координата, па у супротном координате у датом базису не би биле једнозначно одређене.

### Димензија
Димензија векторског простора V(𝔽) је кардиналност било ког његовог базиса. За просторе са коначном димензијом се каже да су коначнодимензионални, а са бесконачном да су бесконачнодимензионални. Простор који се састоји само од нултог вектора је димензије нула.
За димензију векторског простора V користи се ознака dim V (понекад и ||). Када се V може посматрати као векторски простор над различитим пољима, користи се ознака  да би се нагласило на које поље се мисли. Када се у ознаци векторског простора наглашава да је он n-димензионалан пише се (𝔽).
Линеарна алгебра углавном проучава коначнодимензионалне просторе, док се бесконачнодимензионалним пре свега бави функционална анализа јер се они најчешће појављују као простори функција.

### Репрезентовање
Како се задавањем базиса једнозначно одређују координате сваког вектора у неком простору, и како су координате елементи поља над којим је простор дефинисан, интуитивно се намеће идеја да сваки вектор може бити представљен неким уређеним скупом одговарајућих елемената поља, тј. његовим координатама. Како би се ово представљање формално дефинисало потребно је увести појам изоморфних простора.
Векторски простор V(𝔽) је изоморфан векторском простору ′(𝔽) ако постоји бијекција f: V → ′ (пресликавање 1-на-1 из скупа V у скуп V′) таква да важи
{\displaystyle f(\alpha x+\beta y)=\alpha f(x)+\beta f(y),\quad \forall x,y\in V,\;\forall \alpha ,\beta \in \mathbb {F} .}
Бијекцију f називамо изоморфизмом. Изоморфност два простора обележавамо са {\displaystyle V(\mathbb {F} )\cong V'(\mathbb {F} ).}
Пошто дефинисани изоморфизам укључује обе операције са векторима и линеарну комбинацију оригинала пресликава у исту такву линеарну комбинацију ликова, он је пресликавање које одржава алгебарску структуру простора. Такође, како је у дефиницију изоморфизма укључено и поље над којим су простори, изоморфност је могућа само међу просторима над истим пољем. Даље, како је изоморфизам релација еквиваленције он дефинише класе еквиваленције над векторским просторима: пошто је изоморфизам бијекција, следи да простори  и ′ морају бити исте димензије, па су сви векторски простори исте димензије и над истим пољем изоморфни. Другим речима, при задатом пољу димензија одређује векторски простор до на изоморфизам.
Коначно, уводи се тражено представљање вектора елементима поља:
Сваки векторски простор (𝔽) изоморфан је простору бројних колона , односно постоји изоморфизам f: (𝔽) → . Дати изоморфизам се назива репрезентовањем вектора из (𝔽) бројним колонама из .
Доказ:
Нека је  базис векторског простора V(𝔽). Пошто се сваки вектор у датом простору може једнозначно представити као линеарна комбинација базисних вектора {\displaystyle \textstyle x=\sum _{i=1}^{n}\xi _{i}v_{i},} што се своди на задавање уређеног скупа координата , остварена је бијекција {\displaystyle f(x)=(\xi _{1},\ldots ,\xi _{n})^{\mathsf {T}}.}
Нека је {\displaystyle \textstyle y=\sum _{i=1}^{n}\eta _{i}v_{i}\in V_{n}(\mathbb {F} ),} па је {\displaystyle f(y)=(\eta _{1},\ldots ,\eta _{n})^{\mathsf {T}}.}
Тада је
{\displaystyle \alpha x+\beta y=\alpha \sum _{i=1}^{n}\xi _{i}v_{i}+\beta \sum _{i=1}^{n}\eta _{i}v_{i}=\sum _{i=1}^{n}(\alpha \xi _{i}+\beta \eta _{i})v_{i},}
па је
{\displaystyle f(\alpha x+\beta y)=\left({\begin{array}{c}\alpha \xi _{1}+\beta \eta _{1}\\\vdots \\\alpha \xi _{n}+\beta \eta _{n}\end{array}}\right)=\alpha \left({\begin{array}{c}\xi _{1}\\\vdots \\\xi _{n}\end{array}}\right)+\beta \left({\begin{array}{c}\eta _{1}\\\vdots \\\eta _{n}\end{array}}\right)=\alpha f(x)+\beta f(y),}
чиме је показано да је бијекција f тражени изоморфизам.
Теорема о репрезентовању је од велике користи јер отвара пут да се операције над апстрактниm објектима, какви су вектори, сведу на операције са скаларима чиме се омогућава израчунавање конкретних величина. Тако, рецимо, у случају геометријских вектора који се геометријски могу сабирати методом паралелограма, примењујући репрезентовање вектора можемо дефинисати алгебарску методу сабирања вектора која даје конкретну величину изражену бројевима.

### Примери
На реалној правој сваки реални број је вектор. Сваки ненулти реални број је један базис у овом простору, а димензија простора је 1.
у n-димензионалном аритметичком простору , тзв. апсолутни или стандардни базис је скуп вектора
{\displaystyle \{e_{i}=\left({\begin{array}{c}\delta _{1i}\\\vdots \\\delta _{ni}\end{array}}\right)\mid i=1,\ldots ,n\},\quad \delta _{ji}=\left\{{\begin{array}{l}1,\;i=j\\0,\;i\neq j\end{array}}\right..}
У простору матрица  (матрице са m врста и n колона) апсолутни (Вајлов) базис је скуп матрица {\displaystyle \{E_{ij}\mid i=1,\ldots ,m;j=1,\ldots ,n\},} где су  матрице чији је ij-ти елемент 1, а остали 0. Димензија овог простора је mn (m пута n).
Простор комплексних бројева над пољем комплексних бројева, ℂ(ℂ), је једнодимензионалан простор јер сваки ненулти комплексан број представља један базис. Међутим, простор комплексних бројева над пољем реалних бројева, ℂ(ℝ), је дводимензионалан а један од могућих базиса је уређени скуп (1, i).

## Унитарни и еуклидски простор
У дефиницији векторског простора нема метричких појмова као што су дужина, растојање и угао, па је у успостављању везе између алгебре и геометрије и генерализовању поменутих геометријских појмова неопходно у векторски простор увести додатну структуру. То се постиже увођењем скаларног производа у векторским просторима над реалним и комплексним пољем.

### Скаларни производ
Скаларни производ у простору V(𝔽) је пресликавање које сваком уређеном пару вектора  и  из V додељује скалар из поља 𝔽 — ⟨-,-⟩:  ×  → 𝔽 — тако да важе следеће аксиоме:
1. {\displaystyle \langle x_{1},x_{2}\rangle =\langle x_{2},x_{1}\rangle ^{*},\quad \forall x_{1},x_{2}\in V} (ермитска симетрија);[е]
2. {\displaystyle \langle \alpha x_{1}+\beta x_{2},y\rangle =\alpha ^{*}\langle x_{1},y\rangle +\beta ^{*}\langle x_{2},y\rangle ,\quad \forall x_{1},x_{2},y\in V,\;\forall \alpha ,\beta \in \mathbb {F} } (антилинеарност по првом фактору [вектору]);[ж]
3. {\displaystyle \langle x,x\rangle \geq 0,\quad \forall x\in V,\;\langle x,x\rangle =0\Leftrightarrow x=0} (строга позитивност или позитивна дефинитност).

Векторски простор над комплексним пољем, опремљен скаларним производом назива се унитарним простором, а уколико је над реалним пољем еуклидским простором.
Аксиоме (1) и (2) имплицирају линеарност по једном, а антилинеарност по другом фактору. Таква пресликавања називају се ермитским конјуговано билинеарним или ермитским сесквилинеарним формама (лат. sesqui — један и по). У случају еуклидског простора, конјугација се може изоставити па скаларни производ постаје симетрична билинеарна (линеарна по оба фактора) форма. Такође, ермитска симетрија повлачи последицу да је ⟨⟩ реалан број, што даје смисао особини строге позитивности (пошто је поље комплексних бројева неуређено, у њему се не може се говорити о позитивности, односно негативности бројева).
У истом простору могуће је дефинисати разне скаларне производе и тако добити различите унитарне (односно еуклидске) просторе.

#### Норма, дистанца и угао
Помоћу скаларног производа дефинишу се појмови дужине, растојања и угла.
Норма (дужина) вектора x &isin; V, у ознаци {\displaystyle \|x\|}, је дефинисана као
{\displaystyle \|x\|\,{\overset {\text{def}}{=}}{\sqrt {\langle x,x\rangle }}.}
Квадратна функција
{\displaystyle \|{\text{--}}\|^{2}:V\to \mathbb {R} ,}
назива се метриком (метричком функцијом или функцијом раздаљине) простора.
Растојање (дистанца) вектора  и  из простора V(𝔽) је дефинисано као норма њихове разлике:
{\displaystyle d(x_{1},x_{2})\,{\overset {\text{def}}{=}}\,\|x_{1}-x_{2}\|.}
Косинус угла φ између вектора  и  дефинисан је изразом
{\displaystyle \cos \varphi \,{\overset {\text{def}}{=}}{\frac {\langle x_{1},x_{2}\rangle }{\|x_{1}\|\|x_{2}\|}},}
па је неоријентисани угао φ дефинисан са
{\displaystyle \varphi \,{\overset {\text{def}}{=}}\arccos {\frac {\langle x_{1},x_{2}\rangle }{\|x_{1}\|\|x_{2}\|}}.}
Уколико су  и  линеарно независни вектори и ако образују оријентисану раван , угао из отвореног интервала (−π, π) између њих је оријентисан, а смер оријентације је једнак смеру оријентације равни. Уколико су вектори линеарно зависни (угао је 0 или π) неоријентисани угао је по дефиницији једнак оријентисаном. Очигледно, без оријентације равни није дефинисана ни оријентација угла између вектора који образују ту раван.
Ако је φ = π/2, (прав угао) тј. ако је ⟨⟩ = 0, вектори  и  су ортогонални. Вектори  и  из скупа V\{} за које је | φ| = 1 су линеарно зависни, и притом важи:
- {\displaystyle \cos \varphi =1\,\Leftrightarrow \,x_{1}=\lambda x_{2},\quad \lambda \in \mathbb {R} ,\,\lambda >0} (исто оријентисани вектори);
- {\displaystyle \cos \varphi =-1\,\Leftrightarrow \,x_{1}=\lambda x_{2},\quad \lambda \in \mathbb {R} ,\,\lambda <0} (супротно оријентисани вектори).

#### Метрички тензор
Особина (2) указује на то да је скаларни производ могуће задати коришћењем базиса у простору. Наиме, како је сваки вектор у простору за фиксирани базис могуће задати као линеарну комбинацију базисних вектора, особина сесквилинеарности омогућава да се скаларни производ два произвољна вектора зада као скаларни производ базисних вектора помножен координатама два вектора, с тим што у случају унитарног простора координате првог вектора морају бити конјуговане.
Нека је дат базис  = {} и нека је  скаларни производ i-тог и j-тог базисног вектора. Скаларни производ вектора {\displaystyle \textstyle x=\sum _{i=1}^{n}\xi _{i}v_{i}} и {\displaystyle \textstyle y=\sum _{j=1}^{n}\eta _{j}v_{j}} се тада може изразити као {\displaystyle \textstyle \langle x,y\rangle =\sum _{i,j=1}^{n}\xi _{i}^{*}g_{ij}\eta _{j}.} Уколико векторе x и y репрезентујемо бројним колонама, а скаларни производ базисних вектора представимо Грамовом матрицом G чији су ij-ти елементи скаларни производи , скаларни производ датих вектора можемо представити једноставније у матричном запису као {\displaystyle \langle x,y\rangle =x^{\dagger }Gy.}
Матрица G је при задатом базису једнозначно одређена скаларним производом и назива се метричким тензором (често и само метриком) — другачије речено, метрички тензор је Грамова матрица базисних вектора. Са друге стране, може се рећи и да метрика једнозначно одређује скаларни производ у задатом базису, а како скаларни производ потпуно одређује геометријске појмове дужине, растојања и угла, следи да се задавањем метрике простора у потпуности одређују његова геометријска својства. У физици је ово својство метричког тензора згодно утолико што омогућава да се сва геометријска својства неког простора окарактеришу једном величином што може значајно да упрости једначине. Тако рецимо у општој теорији релативности, Ајнштајнове једначине поља на једноставан начин изражавају везу између механичких својстава материје (изражених тензором енергије-импулса) и геометријских својстава простор-времена (изражених Ајнштајновим тензором који је функција метричког тензора) у коме се та материја налази (уз напомену да је простор-време у општој релативности општија структура од векторског простора — тзв. многострукост).
Да би могла бити метрика, матрица G мора да задовољава одређена својства која следе из аксиома скаларног производа. Из прве аксиоме следи да G мора бити ермитска матрица, тј. да мора бити задовољен услов {\displaystyle G=G^{\dagger }}, а из треће да она мора бити позитивно дефинитна. Треба истаћи да особина (3), уопштено гледано, није нужна у дефиницији скаларног производа — она се понекад и изоставља. Потреба за тим се јавља рецимо у физици где се често срећу индефинитне метрике, тј. скаларни производ из аксиоме (3) може бити негативан број, па и нула за ненулти вектор. У сваком случају, како су базисни вектори линеарно независни, G мора бити несингуларна матрица, односно њена детерминанта мора бити различита од нуле.

#### Примери
У унитарном простору ℂ дефинисан је стандардни скаларни производ у стандардном базису чија је метрика јединична матрица, односно Кронекерова делта ако се она схвати као тензор. Ако су дати вектори {\displaystyle x=(\xi _{1},\ldots ,\xi _{n})^{\mathsf {T}}} и {\displaystyle y=(\eta _{1},\ldots ,\eta _{n})^{\mathsf {T}}}, њихов стандардни скаларни производ је
{\displaystyle \langle x,y\rangle =x^{\dagger }Iy=x^{\dagger }y=\sum _{i=1}^{n}\xi _{i}^{*}\eta _{i}.}
У простору матрица ℂ стандардни скаларни производ дефинисан је као {\displaystyle \langle A,B\rangle =\operatorname {Tr} A^{\dagger }B.}
Ако је V унитарни простор непрекидних функција на интервалу  и ако су f и g два вектора из тог простора. Скаларни производ у том простору дефинисан је као
{\displaystyle \langle f,g\rangle =\int _{a}^{b}f(x)^{*}g(x)\rho (x)\,dx,}
где је ρ() тежинска функција позитивна на интервалу , односно метрика датог простора. У случају када је метрика јединична на читавом интервалу добија се стандардни скаларни производ {\displaystyle \textstyle \langle f,g\rangle =\int _{a}^{b}f(x)^{*}g(x)\,dx.}
У специјалној теорији релативности користи се простор Минковског — четвородимензионални псеудоеуклидски простор ℝ4. Придев „псеудоеуклидски“ указује на то да овај простор користи индефинитну метрику, тј. скаларни производ који не задовољава аксиому (3). Метрика овог простора је η = (1, −1, −1, −1), а вектор се репрезентује координатама , где је  временска координата догађаја (c је брзина светлости у вакууму), а остале координате су просторне. Из овога следи да скаларни производ из аксиоме (3) може бити: позитиван, и тада се говори о временском вектору (када догађаје дели временски интервал); негативан, тј. ради се о просторном вектору (када догађаје дели само просторни интервал); или једнак нули па је реч о светлосном или изотропном вектору (овакве векторе описују зраци светлости који полазе из координатног почетка чинећи тзв. светлосни конус у простор-времену). Неопходност овакве метрике произилази из захтева за очувањем каузалности физичких догађаја.

### Ортонормираност
Ако се појам ортогоналности интуитивно дефинише преко угла — два вектора су ортогонални ако су под правим углом — јасно је да то својство говори о скаларном производу два вектора. Слично се може рећи и за векторе јединичне дужине јер је дужина (норма) вектора дефинисана преко скаларног производа.
Нека је дат скуп вектора  који не садржи нулти вектор из унитарног простора V. Скуп X је ортогоналан ако важи {\displaystyle \langle x_{i},x_{j}\rangle =0} за свако i ≠ , тј. ако је скаларни производ сваког пара различитих вектора из скупа једнак нули.
Вектор је x нормиран ако је {\displaystyle \|x\|=1.} Сваки ненулти вектор се може нормирати тако што се подели сопственом нормом: {\displaystyle \textstyle {\frac {x}{\|x\|}}.} Скуп X је нормиран ако је сваки вектор из тог скупа нормиран. Скуп који је ортогоналан и нормиран је ортонормиран, односно ако за све векторе из скупа важи
{\displaystyle \langle x_{i},x_{j}\rangle =\delta _{ij}.}
Чланови ортонормираног скупа зову се ортови или јединични вектори. У сваком унитарном (или еуклидском) простору нулти вектор је једини који је ортогоналан на све векторе простора, па и на самог себе.
Ортонормирани скупови имају две важне особине:
- Ортонормирани скуп је комплетан само ако је једино нулти вектор ортогоналан на све елементе скупа.
- Сваки ортогоналан скуп вектора је линеарно независан.

Пошто ортонормираност повлачи линеарну независност, сваки образујући ортонормирани скуп вектора у простору је један базис тог простора, тзв. ортонормирани базис у односу на дати скаларни производ. Сваки унитарни простор има ортонормирани базис. Може се приметити да је сваки ортонормирани скуп чија је кардиналност једнака димензији простора у ствари један базис тог простора, што непосредно следи из дефиниције базиса и димензије простора.
Ортонормиране базе имају својство да им је Грамова матрица увек јединична, што има последицу да је формула за скаларни производ у таквом базису иста као и за стандардни скаларни производ у унитарном простору, тј. одговара већ наведеним примерима са метриком једнаком јединичној матрици.

### Беселова и Коши—Шварцова неједнакост
Скаларни производ и ортонормирани базиси имају велики значај и широку примену која почива на неколико особина које следе.
Нека је  коначан ортонормирани скуп вектора у унитарном простору V. За произвољан вектор y из V важи:
- Беселова неједнакост

{\displaystyle \sum _{i=1}^{n}|\langle x_{i},y\rangle |^{2}\leq \|y\|^{2},\quad x_{i}\in X;} 
- Вектор {\displaystyle \textstyle y'=y-\sum _{i=1}^{n}\langle x_{i},y\rangle x_{i}} је ортогоналан на сваки вектор из скупа X.

Из Беселове неједнакости лако је извести Коши—Шварцову (КШ) неједнакост за произвољне векторе x и y из унитарног простора V:
{\displaystyle |\langle x,y\rangle |\leq \|x\|\|y\|.}
У простору  КШ неједнакост се може изразити и као
{\displaystyle |\sum _{i=1}^{n}\xi _{i}^{*}\eta _{i}|^{2}\leq \sum _{i=1}^{n}|\xi _{i}|^{2}\sum _{i=1}^{n}|\eta _{i}|^{2},}
за произвољне векторе {\displaystyle x=(\xi _{1},\ldots ,\xi _{n})^{\mathsf {T}}} и {\displaystyle y=(\eta _{1},\ldots ,\eta _{n})^{\mathsf {T}}} из датог простора. Слично важи и за случај комплексних непрекидних функција, с тим што се сума мора заменити интегралом. У оба случаја, ако се ради о реалном векторском простору конјугација се може изоставити.
Једна од последица Коши—Шварцове неједнакости је и неједнакост троугла:
{\displaystyle \|x+y\|\leq \|x\|+\|y\|.}
Посебан случај неједнакости троугла, када су вектори x и y ортогонални, је Питагорина теорема:
{\displaystyle \|x+y\|^{2}=\|x\|^{2}+\|y\|^{2}.}
Када скуп X представља ортонормирани базис унитарног (или еуклидског) простора V долази се до следећих важних последица:
- Сваки вектор  из простора V може се развити у Фуријеов ред

{\displaystyle x=\sum _{i=1}^{n}\langle x_{i},x\rangle x_{i},}
где су скаларни производи {\displaystyle \langle x_{i},x\rangle } тзв. Фуријеови коефицијенти, а вектор {\displaystyle \langle x_{i},x\rangle x_{i}} се назива пројекцијом вектора x на орт ;
- За свака два вектора x и y важи Парсевалова једнакост

{\displaystyle \langle x,y\rangle =\sum _{i=1}^{n}\langle x,x_{i}\rangle \langle x_{i},y\rangle ;}
- Беселова неједнакост постаје једнакост.

Фуријеов развој говори о томе да се координате вектора у ортонормираном базису могу изразити преко скаларног производа — Фуријеовим коефицијентима. Парсевалова и Беселова једнакост показују да у ортонормираним базисима сваки скаларни производ изгледа као стандардни скаларни производ у аритметичком простору, тј. као у поменутом примеру скаларног производа у унитарном простору  са „јединичном“ метриком.
У теоријској физици, ове особине скаларног производа у ортонормираном базису имају суштински значај. У квантној механици, Хајзенбергове релације неодређености су последица Коши—Шварцове неједнакости. У квантној теорији поља поменуте последице су значајне због Фајнмановог интеграла по трајекторијама. Наиме, вероватноћа прелаза система из стања x у стање y (што су вектори у Хилбертовом простору) је у ствари квадрат скаларног производа {\displaystyle |\langle y,x\rangle |^{2}}, где се сам скаларни производ назива (комплексном) амплитудом вероватноће прелаза. Уколико се у Парсеваловој једнакости конјуговани Фуријеов коефицијент {\displaystyle \langle x,x_{i}\rangle } изрази преко нове, њему одговарајуће, Парсевалове једнакости и ако се тај поступак примени рекурзивно m пута добија се да је амплитуда вероватноће прелаза
{\displaystyle \langle y,x\rangle =\sum _{i_{1},\ldots ,i_{m}}^{n}\langle y,y_{i_{m}}\rangle \langle y_{i_{m}},y_{i_{m-1}}\rangle \cdots \langle y_{i_{2}},y_{i_{1}}\rangle \langle y_{i_{1}},x\rangle .}
Из овога се види да је амплитуда вероватноће прелаза из x у y сума производа амплитуда за низ прелаза по међустањима {\displaystyle y_{i_{m}}}. Сваки такав низ прелаза по међустањима је једна путања (трајекторија) у Хилбертовом простору. Другачије речено, амплитуда вероватноће је суперпозиција (сума) свих могућих путања честице, чак и оних које би за случај класичне честице биле бесмислене, рецимо када би честица отишла до краја универзума и вратила се. Овај налаз представља основу за израчунавање вероватноће догађаја у бесконачнодимензионалном случају преко тзв. интеграла по трајекторијама где се врши интеграција по свим могућим, на посебан начин отежињеним, путањама.

### Грам—Шмитов поступак ортонормализације
Због очитог теоријског и практичног значаја који ортонормирани базиси имају, поставља се питање да ли се и како, полазећи од неког произвољног базиса, може конструисати ортонормирани базис. Одговор је потврдан, а начин да се то постигне је Грам—Шмитов поступак ортонормализације који нуди индуктивну шему за конструкцију. Суштина поступка се састоји у томе да се ортови новог базиса конструишу као нормиране линеарне комбинације вектора из произвољног базиса.
Нека је  произвољан базис простора V и нека је  ортонормирани базис који треба конструисати. Како је вектор  сигурно ненулти, јер су базисни вектори линеарно независни, први орт се добија нормирањем тог вектора, чиме је он уједно и линеарна комбинација вектора :
{\displaystyle e_{1}={\frac {b_{1}}{\|b_{1}\|}}.}
Нека је вектор {\displaystyle x=b_{2}-\alpha _{1}e_{1},} где коефицијент α1 треба одредити тако да x буде ортогоналан на , тј. скаларни производ треба да буде {\displaystyle \langle e_{1},x\rangle =0.} Заменом линеарне комбинације којој је x једнак, и на основу аксиоме (2) из дефиниције скаларног производа (линеарности по другом фактору) и чињенице да је скаларни производ јединичног вектора са самим собом увек 1, добија се
{\displaystyle \langle e_{1},x\rangle =\langle e_{1},b_{2}-\alpha _{1}e_{1}\rangle =\langle e_{1},b_{2}\rangle -\alpha _{1}.}
Јасно је да због услова ортогоналности мора бити {\displaystyle \alpha _{1}=\langle e_{1},b_{2}\rangle .} Остаје само да се x нормира чиме се добија други орт:
{\displaystyle e_{2}={\frac {x}{\|x\|}}.}
Понављањем овог поступка за следеће векторе  добија се тражени алгоритам. Ако је конструисано k ортова, орт  добија се нормирањем вектора
{\displaystyle x=b_{k+1}-\sum _{i=1}^{k}\alpha _{i}e_{i},}
где су коефицијенти
{\displaystyle \alpha _{i}=\langle e_{i},b_{k+1}\rangle .}
Пример
У простору полинома степена мањег од 3, , дефинисаних на интервалу (−1, 1), са скаларним производом {\displaystyle \textstyle \langle x(t),y(t)\rangle =\int _{-1}^{1}x(t)y(t)\,dt} и базисом {\displaystyle \textstyle \{1,t,t^{2}\},} Грам—Шмитовим поступком добија се ортонормирани базис {\displaystyle \textstyle \{{\sqrt {1/2}},{\sqrt {3/2}}t,{\sqrt {5/8}}(3t^{2}-1)\}.} Елементи овог ортонормираног базиса су нормирани Лежандрови полиноми.

## Потпростори
У геометрији, интуитивно се уочава да неки простор, рецимо еуклидски тродимензионални, може садржати објекте који су и сами за себе простори — праве, равни итд. У теорији векторских простора за генерализацију таквих објеката се уводи појам потпростора.
Сваки непразан подскуп W простора V(𝔽) је потпростор ако заједно са сваким паром вектора које садржи, садржи и све њихове линеарне комбинације. Другим речима, потпростор мора бити затворен за операције дефинисане у простору V. Ово својство подскупа W обележава се са W < . У поступку доказивања да је неки подскуп потпростор не морају се проверавати све аксиоме векторског простора односно Абелове групе — асоцијативност и комутативност сигурно важе, па је потребно је проверити само затвореност за сабирање вектора. У том смислу следећа тврђења су еквивалентна:
- је потпростор V;
- Ако је  непразан подскуп :

{\displaystyle \forall u,v\in W\Rightarrow u+w\in W;\quad \forall u\in W,\;\forall \alpha \in \mathbb {F} \Rightarrow \alpha u\in W} (W је затворен у односу на операције у V);
- Ако је  непразан подскуп :

{\displaystyle \alpha u+\beta v\in W,\quad \forall u,v\in W,\;\forall \alpha ,\beta \in \mathbb {F} .}
Сваки простор има два тривијална потпростора: подскуп који садржи само нулти вектор и самог себе (ово следи директно из дефиниције подскупа). Притом, сваки потпростор мора садржати нулти вектор. Очигледно, димензија потпростора је мања или једнака димензији простора. Такође, сваки n-димензионални простор, поред тривијалних, има и потпросторе свих димензија мањих од n. Дефиниција димензије простора важи, аналогно, и у случају потпростора — то је кардиналност сваког његовог линеарно независног образујућег подскупа.

### Операције са потпросторима
Пошто су потпростори (под)скупови, на њима се могу вршити стандардне операције на скуповима. Тиме се добијају нови подскупови почетног векторског простора, али ти нови скупови не морају нужно и сами бити потпростори јер операције са скуповима нису, у општем случају, усклађене са операцијама у векторском простору, тачније нови подскупови не морају бити затворени за линеарне комбинације. Ипак, уз одређене рестрикције могу се дефинисати операције са потпросторима које су аналогне скуповним а чији су резултати нови потпростори.

#### Пресек
Испоставља се да је стандардна операција пресека скупова усклађена са структуром векторског простора, па је пресек произвољног броја потпростора такође потпростор:
{\displaystyle W=\bigcap _{i}W_{i}\Rightarrow W<V,\quad \forall W_{i}<V.}
Пошто сваки потпростор  садржи нулти вектор, мора га садржати и њихов пресек. Ако два вектора припадају пресеку, онда и све њихове линеарне комбинације морају припадати том пресеку јер сваки од потпростора , по дефиницији пресека и својства затворености за линеарне комбинације, мора садржати како те векторе тако и све њихове линеарне комбинације, из чега следи горње тврђење.

#### Сабирање
Збир потпростора дефинисан је преко операције уније скупова. Међутим, за разлику од пресека, унија потпростора није у општем случају нови потпростор: уколико се рецимо у некој равни изаберу две праве, њихова унија очигледно не садржи линеарне комбинације вектора које припадају тим правама. Због тога се у дефиницији суме потпростора корисни нешто допуњена операција уније.
Сума потпростора  и  је линеал над њиховом унијом:
{\displaystyle W_{1}+W_{2}\,{\overset {\text{def}}{=}}\,L(W_{1}\cup W_{2}).}
Уколико је пресек два потпростора празан скуп, њихов збир се назива директном (унутрашњом) сумом и означава се са {\displaystyle W_{1}\oplus W_{2}.} Потпростори  и  чине разлагање (декомпозицију) простора V уколико важи
{\displaystyle W_{1}\oplus W_{2}=V.}
Вектор y из простора  је облика
{\displaystyle y=x_{1}+x_{2},\quad x_{1}\in W_{1},\,x_{2}\in W_{2}.}
Када се ради о директној суми, овакво разлагање вектора y је јединствено, тј. компоненте  и  су једнозначно одређене.
Сума потпростора је асоцијативна операција па се појмови суме, декомпозиције и директне суме могу уопштити на операцију са више потпростора, слично уобичајеном појму суме:
{\displaystyle \sum _{i}^{n}W_{i},} односно {\displaystyle \bigoplus _{i}^{n}W_{i}.}
Будући да су потпростори и сами комплетни простори, претходно дефинисана операција директне суме може се уопштити и на просторе. Нека су  и  векторски простори над истим пољем. Спољашња директна сума тих простора је векторски простор {\displaystyle V_{1}\oplus V_{2}}, а његови елементи су вектори (x, y), где вектор x припада простору  а вектор y простору . Притом је линеарна комбинација вектора из сумираног простора дефинисана као
{\displaystyle \alpha (x,y)+\beta (x',y')=(\alpha x+\beta x',\alpha y+\beta y'),\quad \forall (x,y),(x',y')\in V_{1}\oplus V_{2},\,\forall \alpha ,\beta \in \mathbb {F} .}
Скупови свих вектора облика (x, 0), тј. (0, y) су потпростори у {\displaystyle V_{1}\oplus V_{2}} и обележавају се са {\displaystyle {\tilde {V_{1}}}} и {\displaystyle {\tilde {V_{2}}}}. Потпростори {\displaystyle {\tilde {V_{1}}}} и {\displaystyle {\tilde {V_{2}}}} су изоморфни просторима  и , а такође је очигледно је и да важи {\displaystyle V_{1}\oplus V_{2}={\tilde {V_{1}}}\oplus {\tilde {V_{2}}},} па постаје јасно да између унутрашње и спољашње директне суме и не постоји суштинска разлика.
Димензија суме потпростора одговара појму кардиналности уније два подскупа, о чему говори следећа теорема (тзв. Грасманова формула):
{\displaystyle \dim(W_{1}+W_{2})=\dim W_{1}+\dim W_{2}-\dim(W_{1}\cap W_{2}),\quad \forall W_{1},W_{2}<V.}
Последица Грасманове формуле је следеће својство директне суме
{\displaystyle W_{1}\oplus W_{2}=V\Longleftrightarrow \dim W_{1}+\dim W_{2}=\dim V.}
Ако је простор V декомпонован као
{\displaystyle V=\bigoplus _{i}^{n}W_{i}}
и ако су {\displaystyle (w_{1}^{1},\ldots ,w_{k_{1}}^{1}),\ldots ,(w_{1}^{n},\ldots ,w_{k_{n}}^{n})} базиси потпростора {\displaystyle W_{1},\ldots ,W_{n},} тада је у простору V могуће образовати базис адаптиран на декомпозицију: {\displaystyle (w_{1}^{1},\ldots ,w_{k_{1}}^{1},\ldots ,w_{1}^{n},\ldots ,w_{k_{n}}^{n}).}

#### Директни комплемент
Стандардни скуповни комплемент такође није операција која је усклађена са структуром векторског простора јер комплемент потпростора сигурно не садржи нулти вектор па тиме не може бити ни потпростор. Због тога се уводи појам директног комплемента.
За сваки потпростор W векторског простора V постоји потпростор {\displaystyle W^{\complement }<V,} такав да важи
{\displaystyle W\oplus W^{\complement }=V.}
Потпростор {\displaystyle W^{\complement }} назива се директним комплементом потпростора .
За разлику од обичног комплемента, тражи се онај подскуп простора који са потпростором W нема другог пресека осим нултог вектора и у директном збиру даје почетни простор. Може се приметити да је теорема о директном комплементу само другачији начин да се дефинише директна сума (само) два потпростора. Директни комплемент није једнозначно одређен осим у случају када је W један од два тривијална потпростора простора V. Уколико се као пример узме тродимензионални еуклидски простор, и за потпростор једна раван која пролази кроз координатни почетак, тада је директни комплемент те равни свака права која јој не припада и пролази кроз координатни почетак.
Што се тиче димензије директног комплемента, Грасманова формула гарантује да је она једнака {\displaystyle \dim V-\dim W.}

### Пројекциона теорема
У случају простора опремљеног скаларним производом, поменуте операције са потпросторима добијају додатна својства.
Ортогонални комплемент неког подскупа W (који не мора бити потпростор) унитарног (еуклидског) простора V, са ознаком {\displaystyle W^{\perp }}, је скуп свих вектора из V који су ортогонални на сваки вектор из W. Ортогонални комплемент је увек потпростор у V, а његов ортогонални комплемент, {\displaystyle W^{\perp \perp }}, садржи линеал над W. У коначнодимензионалном случају је {\displaystyle W^{\perp \perp }=L(W).}
Два потпростора неког простора са скаларним производом су ортогонални ако су сви вектори из једног ортогонални на векторе из другог:
{\displaystyle (\forall x\in W_{1})(\forall y\in W_{2})(W_{1},W_{2}<V)\,\langle x,y\rangle =0\Longleftrightarrow W_{1}\perp W_{2}.}
Из ове дефиниције је јасно да су базисни вектори једног простора нужно ортогонални на векторе из другог.
Како су вектори из пресека два ортогонална потпростора ортогонални на саме себе, пресек се састоји само из нултог вектора јер је то једини такав вектор у било ком простору. Због тога се ортогонална сума дефинише као сума ортогоналних потпростора и означава се исто као и директна сума. Такви потпростори се називају ортогонална декомпозиција (или ортогонално разлагање) простора коме дати потпростори припадају.
Пројекциона теорема: Ако је W произвољан потпростор коначнодимензионалног унитарног или еуклидског простора V, тада је V ортогонална сума
{\displaystyle W\oplus W^{\perp }=V,}
и при томе је {\displaystyle W^{\perp \perp }=W.}
Непосредна последица ове теореме је да, при фиксираном потпростору W, простор V има јединствену ортогоналну декомпозицију, односно {\displaystyle W^{\perp }} је једини који са датим W чини ортогоналну декомпозицију тог простора.
Пројекциона теорема дугује свој назив геометријској интерпретацији те теореме. За сваки вектор  из простора V једнозначно су дефинисане међусобно ортогоналне компоненте {\displaystyle x\in W} и {\displaystyle y\in W^{\perp }.} Вектор x је пројекција вектора z, а је његова y нормала на потпростор W. Користећи Питагорину теорему, може се показати да је нормала најкраће растојање вектора z од потпростора W, а да је пројекција најбоља апроксимација вектора z у потпростору W.
У случају низа ортогоналних потпростора који чине ортогоналну декомпозицију неког простора, пројекциона теорема се може уопштити. Тада сваки вектор из простора има јединствене међусобно ортогоналне компоненте из датих потпростора:
{\displaystyle (U=\bigoplus _{i}^{n}W_{i})(x\in U)(x_{i}\in W_{i}),\,x=\sum _{i}^{n}x_{i}.}
При томе важи и генерализована Питагорина теорема:
{\displaystyle \|x\|^{2}=\sum _{i}^{n}\|x_{i}\|^{2}.}
Грам—Шмитов поступак се може концизније формулисати употребом пројекционе теореме. Нека је дат произвољан базис . Да би се добио ортонормирани базис  тако да је {\displaystyle \textstyle e_{i}=\sum _{j=1}^{i}\alpha _{j}b_{j},\,(i=1,\ldots ,n),} поступак је:
1. се добија нормирањем вектора ,
2. сваки следећи вектор  добија се нормирањем нормале вектора  на линеал .

## Линеарни оператори
Између векторских простора постоје одговарајуће везе, тј. одговарајућа пресликавања која одговарају њиховој структури. Пошто су векторски простори (Абелове) групе и пошто су над њима дефинисана пресликавања хомоморфизми, пресликавања међу векторским просторима су такође хомоморфизми који морају да задовоље и додатан услов одржавања структуре и у односу на множење скаларом. Таква пресликавања називају се линеарним операторима.